# Ingerana tenasserimensis
Ingerana tenasserimensis és una espècie de granota que viu a Malàisia, Myanmar i Tailàndia.
Està amenaçada d'extinció per la pèrdua del seu hàbitat natural.